# Micrurus pachecogili
Espèce
Statut de conservation UICN

 DD  : Données insuffisantes
Micrurus pachecogili est une espèce de serpents de la famille des Elapidae. 

## Répartition
Cette espèce est endémique de l'État de Puebla au Mexique.

## Description
L'holotype de Micrurus pachecogili, un mâle adulte, mesure 639 mm dont 87 mm pour la queue. Sa livrée se compose d'anneaux noirs, jaunes et rouges. Le premier anneau, à l’extrémité de sa tête, est noir puis vient un anneau jaune suivi de nouveau par un anneau noir au niveau du cou. Les anneaux suivants, plus ou moins larges, forment la série suivante jaune, rouge, jaune, noir.

## Étymologie
Son nom d'espèce lui a été donné en l'honneur d'Emiglio Pacheco Gil, un ami de l'auteur, mineur de profession, qui l'a accueilli avec chaleur et hospitalité de nombreuses fois. Emiglio Pacheco Gil vivait dans la vallée de Zapotitlan et est mort en 1982 dans un accident de mine.

## Publication originale
- Campbell, 2000 : A new species of venomous coral snake (Serpentes: Elapidae) from high desert in Puebla, Mexico. Proceedings of The Biological Society of Washington, vol. 113, n. 1, p. 291-297 (texte intégral).